# 摩嶋一整
摩嶋 一整（まじま かずまさ、1991年10月16日 - ）は、日本の男性総合格闘家。山口県周南市出身。毛利道場所属。Rebel FCフェザー級王者。

## 来歴
3歳から柔道を始め、山口県立南陽工業高校柔道部時代にはインターハイ、国体に出場した。20歳の時に運動不足解消のために毛利道場に入門し、2013年、21歳でプロデビュー。
2014年10月12日、全日本アマチュア修斗選手権ウェルター級（-70kg）に参戦。準決勝で松嶋こよみに敗れ、3位に終わった。
2015年6月21日、修斗新人王決定トーナメントライト級（-65kg）1回戦で岩本達彦と対戦し、2Rにキムラロックで一本勝ち。12月20日、決勝戦で湯川和弥と対戦し、1Rに腕ひしぎ十字固めで一本勝ちを収め、同年度のライト級新人王と敢闘賞を獲得した。
2018年4月29日、Rebel FC 7のフェザー級タイトルマッチで王者のホドルフォ・マルケスと対戦し、2Rにリアネイキドチョークで一本勝ち。王座獲得に成功した。
2019年5月26日、PANCRASE 305で元フェザー級キング・オブ・パンクラシストの田村一聖と対戦し、3Rに肩固めで一本勝ち。

### RIZIN
2020年、14勝1敗の成績でRIZINと契約。
2020年8月10日、RIZIN.23で現修斗世界フェザー級王者の斎藤裕と対戦し、2Rにサッカーボールキックを2度受けた後、グラウンドでのヒザ蹴りを受けTKO負けを喫した。
2021年3月21日、RIZIN.27で元KSWフェザー級王者のクレベル・コイケと対戦し、2Rに三角絞めによる一本負けを喫した。
2022年4月16日、RIZIN TRIGGER 3rdで元戦極フェザー級王者の金原正徳と対戦し、3RにパウンドによるTKO負けを喫した。
2022年11月6日、RIZIN LANDMARK 4で今成正和との対戦が発表されていたが、左肘関節内側側副靭帯損傷のため欠場となった。
2023年5月6日、RIZIN.42で元DEEPフェザー級王者の芦田崇宏と対戦し、1R序盤に大外刈でテイクダウンすると1R終盤までポジションをキープした後ヴォンフルーチョークで芦田を失神させ一本勝ちを収め、RIZIN初勝利を収めた。
2023年9月24日、RIZIN.44でFighting NEXUSフェザー級王者の横山武司と対戦。下からの横山の仕掛けを防ぎ、トップを取って判定勝ちを収めた。なお、摩嶋が前日計量で規定体重を200g超過したため、66.2kgのキャッチウェイトでの試合となった。
2024年2月24日、RIZIN LANDMARK 8で元DEEP2階級王者の今成正和と対戦し、試合を有利に進めていたが、2Rにグラウンド状態で肘打ちを連打して畳み掛けた際に腕ひしぎ十字固めで逆転一本負けを喫した。当初は元RIZINフェザー級王者のヴガール・ケラモフと対戦する予定だったが、ケラモフがトラブルから来日不可となったため代役出場の今成との試合となった。
2024年7月28日、超RIZIN.3で現PANCRASEフェザー級王者の新居すぐると対戦し、2Rにリアネイキッドチョークで一本勝ちを収めた。
2024年11月17日、RIZIN LANDMARK 10で元RIZINフェザー級王者のヴガール・ケラモフと対戦し、1Rに右フックでダウンするとそのままグラウンド状態で肘打ちの連打を受けてTKO負けを喫した。

## 人物
- RIZIN公式YouTube、摩島一整の密着動画『Preparation』01（山口編）（2024）[映像 1]
- RIZIN公式YouTube、摩島一整の密着動画『Preparation』02（東京編）（2024）[映像 2]
- 入場曲はラッパーのZORNによる『Walk This Way feat. AKLO』。

## 戦績

### プロ総合格闘技
| 総合格闘技 戦績 | 総合格闘技 戦績 | 総合格闘技 戦績 | 総合格闘技 戦績 | 総合格闘技 戦績 | 総合格闘技 戦績 | 総合格闘技 戦績 |
| --------------- | --------------- | --------------- | --------------- | --------------- | --------------- | --------------- |
| 23 試合         | (T)KO           | 一本            | 判定            | その他          | 引き分け        | 無効試合        |
| 17 勝           | 1               | 14              | 2               | 0               | 0               | 0               |
| 6 敗            | 3               | 2               | 1               | 0               | 0               | 0               |

| 勝敗 | 対戦相手             | 試合結果                                     | 大会名                                                                                        | 開催年月日     |
| ×    | ヴガール・ケラモフ   | 1R 0:32 TKO（右フック→グラウンドでの肘打ち） | RIZIN LANDMARK 10                                                                             | 2024年11月17日 |
| ○    | 新居すぐる           | 2R 3:11 リアネイキドチョーク                 | 超RIZIN.3                                                                                     | 2024年7月28日  |
| ×    | 今成正和             | 2R 1:37 腕ひしぎ十字固め                     | RIZIN LANDMARK 8                                                                              | 2024年2月24日  |
| ○    | 横山武司             | 5分3R終了 判定3-0                            | RIZIN.44                                                                                      | 2023年9月24日  |
| ○    | 芦田崇宏             | 1R 4:43 ヴォンフルーチョーク                 | RIZIN.42                                                                                      | 2023年5月6日   |
| ×    | 金原正徳             | 3R 3:37 TKO（グラウンドパンチ）              | RIZIN TRIGGER 3rd                                                                             | 2022年4月16日  |
| ×    | クレベル・コイケ     | 2R 3:02 三角絞め                             | RIZIN.27                                                                                      | 2021年3月21日  |
| ×    | 斎藤裕               | 2R 0:24 TKO（グラウンドでの膝蹴り）          | RIZIN.23 - CALLING OVER -                                                                     | 2020年8月10日  |
| ○    | 田村一聖             | 3R 3:41 肩固め                               | PANCRASE 305                                                                                  | 2019年5月26日  |
| ○    | 天草ストロンガー四郎 | 1R 3:03 リアネイキドチョーク                 | 修斗 闘裸男22 ～DIRECTION OF THE CAGE 2～                                                     | 2018年7月1日   |
| ○    | ホドルフォ・マルケス | 2R 2:10 リアネイキドチョーク                 | Rebel FC 7: Fight for Honour 【Rebel FCフェザー級タイトルマッチ】                             | 2018年4月29日  |
| ○    | ルーク・ジョーンズ   | 1R 2:26 リアネイキドチョーク                 | Kunlun Fight MMA 16                                                                           | 2017年10月28日 |
| ○    | 星野勇二             | 2R 0:12 KO（右フック）                       | 修斗                                                                                          | 2017年7月23日  |
| ○    | TOMA                 | 2R 2:07 スリーパーホールド                   | 修斗 BORDER -season8- The 3rd                                                                 | 2016年12月11日 |
| ○    | 田中半蔵             | 5分3R終了 判定3-0                            | 修斗 闘裸男19                                                                                 | 2016年9月4日   |
| ○    | 大野“虎眼”賢良       | 1R 3:13 スリーパーホールド                   | 修斗 闘裸男18                                                                                 | 2016年6月12日  |
| ○    | 湯川和弥             | 1R 3:59 腕ひしぎ十字固め                     | 修斗 インフィニティリーグ2015 フェザー級最終戦 【修斗新人王決定トーナメント ライト級 決勝戦】 | 2015年12月20日 |
| ○    | 岩本達彦             | 2R 1:23 キムラロック                         | 修斗 闘裸男15 ～DIRECTION OF THE CAGE～ 【修斗新人王決定トーナメント ライト級 1回戦】         | 2015年6月21日  |
| ○    | 川端和哉             | 1R 0:44 ギロチンチョーク                     | PANCRASE 大阪大会                                                                             | 2014年12月21日 |
| ○    | 大道翔貴             | 2R 2:47 スリーパーホールド                   | GLADIATOR 74                                                                                  | 2014年8月31日  |
| ×    | ジャックナイフツネオ | 3分3R終了 判定1-2                            | VTJ 5th in OSAKA                                                                              | 2014年6月28日  |
| ○    | 玉木壽成             | 2R 2:21 腕ひしぎ十字固め                     | DEMOLITION 18                                                                                 | 2013年11月24日 |
| ○    | ジュニオール・シルバ | 1R 1:05 肩固め                               | DEMOLITION 16                                                                                 | 2013年3月3日   |

### アマチュア総合格闘技
| 勝敗 | 対戦相手   | 試合結果                   | 大会名                                                         | 開催年月日     |
| ×    | 松嶋こよみ | 4分1R終了 判定0-3          | 第21回全日本アマチュア修斗選手権大会 【ウェルター級 準決勝戦】 | 2014年10月12日 |
| ○    | 野田明彦   | 1R 3:18 スリーパーホールド | 第21回全日本アマチュア修斗選手権大会 【ウェルター級 2回戦】    | 2014年10月12日 |
| ○    | 葛西達     | 4分1R終了 判定3-0          | 第21回全日本アマチュア修斗選手権大会 【ウェルター級 1回戦】    | 2014年10月12日 |
| ○    | 松浦恭平   | 2R 1:54 腕ひしぎ十字固め   | 第2回山口フリーファイト                                        | 2013年4月14日  |

## 獲得タイトル
- 修斗ライト級新人王（2015年）
- 第3代Rebel FCフェザー級王座（2018年）

## 表彰
- 修斗新人王決定トーナメント 敢闘賞（2015年）

### 試合映像
1. ↑  『【試合映像】斎藤裕 vs. 摩嶋一整 / Yutaka Saito vs. Kazumasa Majima - RIZIN.23』2020年。
2. ↑  『【試合映像】クレベル・コイケ vs. 摩嶋一整 / Kleber Koike vs. Kazumasa Majima - RIZIN.27』RIZIN公式YouTubeチャンネル、2021年。
3. ↑  『【試合映像】芦田崇宏 vs 摩嶋一整 / Takahiro Ashida vs. Kazumasa Majima - RIZIN.42』RIZIN公式YouTubeチャンネル、2023年。
4. ↑  『【試合映像】摩嶋一整 vs 今成正和/ Kazumasa Majima vs. Masakazu Imanari - RIZIN LANDMARK 8 in SAGA』RIZIN公式YouTubeチャンネル、2024年。
5. ↑  『【試合映像】新居すぐる vs. 摩嶋一整 / Suguru Nii vs. Kazumasa Majima  - 超RIZIN.3』RIZIN公式YouTubeチャンネル、2024年。
6. ↑  『【試合映像】ヴガール・ケラモフ vs. 摩嶋一整 / Vugar Karamov vs. Kazumasa Majima -RIZIN LANDMARK 10 in NAGOYA』RIZIN公式YouTubeチャンネル、2024年。

### 補足映像
1. ↑  『【番組】RIZIN CONFESSIONS #58（※番組内で試合映像＆斎藤裕 vs摩嶋一整のバックステージなど、試合振り返りドキュメンタリー番組）』2020年。
2. ↑  『【番組】RIZIN CONFESSIONS #69（※番組内で試合映像＆クレベル・コイケと摩島一整による試合振り返りドキュメンタリー番組）』RIZIN公式YouTubeチャンネル、2021年。
3. ↑  『【番組】RIZIN CONFESSIONS #97（※番組内で試合映像。摩島一整と金原正徳による試合振り返りドキュメンタリー番組）』RIZIN公式YouTubeチャンネル、2022年。
4. ↑  『【番組】RIZIN CONFESSIONS #124（※番組内で試合映像。摩島一整と芦田崇宏による試合振り返りドキュメンタリー番組）』RIZIN公式YouTubeチャンネル、2023年。
5. ↑  『【番組】RIZIN CONFESSIONS #133（※番組内で試合映像。摩島一整と横山武司による試合振り返りドキュメンタリー番組）』RIZIN公式YouTubeチャンネル、2023年。
6. ↑  『【番組】RIZIN CONFESSIONS #144（※番組内で試合映像。摩嶋一整と今成正和による試合振り返りドキュメンタリー番組）』RIZIN公式YouTubeチャンネル、2024年。
7. ↑  『【番組】RIZIN CONFESSIONS #157（※番組内で試合映像＆摩島一整と新居すぐるによる試合振り返りドキュメンタリー番組）』RIZIN公式YouTubeチャンネル、2024年。
8. ↑  『【番組】RIZIN CONFESSIONS #166（※番組内で試合映像＆摩島一整とヴガール・ケラモフによる試合振り返りドキュメンタリー番組）』RIZIN公式YouTubeチャンネル、2024年。

### 映像資料
1. ↑  『【密着】Preparation ｜ 摩嶋一整 / Kazumasa Majima』RIZIN公式YouTubeチャンネル、2024年。
2. ↑  『【密着】Preparation ｜ 摩嶋一整 / Kazumasa Majima 〜東京編〜』RIZIN公式YouTubeチャンネル、2024年。